# Вільгельм Керґель
Вільгельм Керґель (нім. Wilhelm Kergel; нар. 30 листопада 1822, Ґроховіц — пом. 3 грудня 1891, Ґрац) — австрійський класичний філолог, професор та ректор Львівського університету.

## Життєпис
Закінчив Бреслауський університет у 1846 році.
9 жовтня 1851 року став професором Львівського університету. Для студентів філологічного фаху Керґель читав історію римської літератури, «Антигону» Софокла.
У 1862 — 1863 роках був обраний деканом філософського факультету, а в 1866 — 1867 роках — ректором університету.
26 липня 1871 року Керґель зі своєю сім'єю залишив Львів та переїхав до Ґраца, де став професором Ґрацького університету.